# SPAD S.XX
Blériot-SPAD S.20 (tên gốc SPAD S.XX) là một loại máy bay tiêm kích của Pháp, được phát triển vào thời điểm gần cuối Chiến tranh thế giới I.

## Biến thể
- S.XX
- S.XX bis
- S.20 bis-1
- S.20 bis-2
- S.20 bis-3
- S.20 bis-4
- S.20 bis-5
- S.20 bis-6

## Quốc gia sử dụng
Bolivia
- Không quân Bolivia

 Pháp
- Aéronautique Militaire

 Paraguay
- Không quân Paraguay

## Tính năng kỹ chiến thuật (S.XX)
Đặc điểm tổng quát
- Kíp lái: 2
- Chiều dài: 7.30 m (23 ft 11 in)
- Sải cánh: 9.72 m (31 ft 11 in)
- Chiều cao: 2.80 m (9 ft 2 in)
- Diện tích cánh: 30.0 m2 (323 ft2)
- Trọng lượng rỗng: 867 kg (1.911 lb)
- Trọng lượng có tải: 1.306 kg (2.879 lb)
- Powerplant: 1 × Hispano-Suiza 8Fb, 224 kW (300 hp)

Hiệu suất bay
- Vận tốc cực đại: 217 km/h (135 mph)
- Tầm bay: 400 km (250 dặm)
- Trần bay: 8.000 m (26.240 ft)
- Vận tốc lên cao: 5,6 m/s (1.100 ft/phút)

Vũ khí trang bị
- 2 × Súng máy Vickers.303
- 1 × Súng máy Lewis.303